# 샤를루이 필리프
샤를루이 필리프(Charles-Louis Philippe, 1874년 ~ 1909년)는 프랑스의 소설가이다. 중학교 시절부터 시를 쓰기 시작하였고 1894년에 파리로 나와 시청 공무원으로 생활을 하면서 《랑클로》라는 문예 잡지의 동인이 되어 활약하였다. 그는 가난한 사람들에게 애정을 느끼고 소박한 글을 썼는데, 부드럽고 선량하지만 무식한 젊은 창녀를 사랑한 경험으로 쓴 소설 《뷔뷔드 몽파르나스》가 특히 유명하다. 그 밖에도 《페르드리 영감님》, 《어머니와 아들》과 죽은 후에 출판된 《젊은 날의 편지》 등의 작품이 있다.